# Batembat (Pace)
Batembat is een bestuurslaag in het regentschap Nganjuk van de provincie Oost-Java, Indonesië. Batembat telt 2434 inwoners (volkstelling 2010).